# Residuum (zbiór opowiadań)
Residuum – pośmiertnie wydany zbiór poświęcony pamięci Janusza A. Zajdla, wydany w formie e-booka przez BookRage w 2014 roku. Książka uzupełnia trzy tomy opowiadań zebranych Zajdla, zawierających łącznie wszystkie opublikowane przez niego krótkie utwory literackie.
Książka, pokrywająca się częściowo ze zbiorem List pożegnalny, zawiera pierwotne wersje opowiadań fantastyczno-naukowych wznowionych później w innych wersjach lub włączonych do powieści, konspekty powieści napisanych i nienapisanych, fragmenty niedokończonej powieści Drugie spojrzenie na planetę Ksi, wiersze, a także: szkic autobiograficzny, wspomnienie Macieja Parowskiego oraz zaktualizowaną bibliografię twórczości pisarza.

## Spis treści
1. Janusz Zajdel o sobie
2. Druga strona lustra
3. Towarzysz podróży
4. Inspekcja
5. Kolejność umierania
6. Robot, który stchórzył
7. Żywa torpeda
8. Dzień liftera
9. Drugie spojrzenie na planetę Ksi (fragment)
10. Konspekty powieści napisanych
11. Konspekty powieści nienapisanych
12. Wiersze
13. Myśli znalezione
14. Janusz i my (wspomnienie Macieja Parowskiego)
15. Bibliografia twórczości Janusza A. Zajdla